# Jan Bythner
Jan Bythner (Bytner, Bitner) (ur. w 1602 w Głębowicach, zm. 2 lutego 1675 w Lesznie) – pisarz religijny, senior Jednoty Braci Czeskich.

## Życiorys
Jan Bythner urodził się w Głębowicach (Sandomierskie), a jego ojcem był Bartłomiej Bythner, senior małopolskiego kościoła ewangelickiego reformowanego. Jego bratem był Wiktoryn Bythner.
Wykształcenie zdobył w gimnazjum w Toruniu. Około 1620 został członkiem Jednoty, a w 1627 stał się ministrem zboru w Mielęcinie. Delegat Jednoty na konwokacje generalne, które odbywały się w Orli w 1633, a w roku następnym we Włodawie, na których dokonano zjednoczenia braci czeskich z małopolskimi kalwinami. W 1639 był ministrem w Woli Tłomakowej, a w 1640 proboszcz iwanowicki pozwał Bythnera do sądu o to, że bezprawne udzielał sakramentów na terenie swojej parafii. Wówczas Bythner przeniósł się do zboru w Dębnicy. Obrano go seniorem w kwietniu 1644 i w tym samym roku wyjeżdżał do Orli na konwokację podczas której rokowano o zjednoczenie się z kalwinami litewskimi. Jako przewodniczący delegacji ewangelików reformowanych, w 1645 uczestniczył w toruńskim Colloquium Charitativum. Z początkiem następnego roku objął zbór w Karminie, gdzie przyjmował na naukę kandydatów na ministrów dokształcając ich w teologii oraz młodzież świecką. W związku z oskarżeniem o sprzyjanie Szwedom w końcu kwietnia 1656 udał się na Śląsk, gdzie przebywał głównie w Brzegu(1658–1660) jako kaznodzieja Polaków. Do Wielkopolski wrócił w 1660 i zamieszkał w Kurcewie, a od 1664 w Skokach. Kościół ewangelicki reformowany został z wielką energią przez Bythnera zorganizowany od nowa i doprowadził także do odrodzenia kilkunastu zborów. W 1667 pleban pobiedziski oskarżył go o to, że przyjął na naukę religii chłopca z małżeństwa, które było mieszane wyznaniowo i skazany został na śmierć przez trybunał piotrkowski. Zdołał jednak uciec na Śląsk, ale jego przeciwnicy za 300 złotych polskich wycofali skargę i tym samym wyrok został unieważniony. Zamieszkał w Lesznie, w którym 2 lutego 1675 zmarł.
Najważniejsze dzieło Bythnera Postylle abo kazań na Ewangelie część I, wydane w Lesznie w 1655, prędko stało się unikatem, gdyż prawie cały nakład spłonął w 1656 w czasie pożaru miasta, a rękopis części drugiej zaginął po śmierci autora.